# Ярослав Земан
Ярослав Земан (чеськ. Jaroslav Zeman; нар. 20 лютого 1962, Прага, ЧССР) — чехословацький та чеський борець греко-римського стилю, срібний призер чемпіонату світу, срібний та дворазовий бронзовий призер чемпіонатів Європи, учасник трьох Олімпійських ігор.

## Життєпис
Боротьбою почав займатися з 1970 року за прикладом свого дядька, бронзового призера літніх Олімпійських ігор 1968 року Мирослава Земана. У 1982 році став чемпіоном Європи серед молоді.
Виступав за борцівський клуб «Доміно» Прага. Тренер — Вацлав Шейнер.
Восьмиразовий чемпіон ЧССР та Чехії (1982, 1985, 1987, 1989—1993).

## Спортивні результати на міжнародних змаганнях

### Виступи на Олімпіадах
| Змагання                    | Збірна         | Вагова категорія                 | Місце             |
| --------------------------- | -------------- | -------------------------------- | ----------------- |
| Літні Олімпійські ігри 1988 | Чехословаччина | греко-римська боротьба, до 74 кг | не вийшов з групи |
| Літні Олімпійські ігри 1992 | Чехословаччина | греко-римська боротьба, до 74 кг | 7                 |
| Літні Олімпійські ігри 1996 | Чехія          | греко-римська боротьба, до 74 кг | 12                |

### Виступи на Чемпіонатах світу
| Змагання                        | Збірна         | Вагова категорія                 | Місце  |
| ------------------------------- | -------------- | -------------------------------- | ------ |
| Чемпіонат світу з боротьби 1983 | Чехословаччина | греко-римська боротьба, до 68 кг | 9      |
| Чемпіонат світу з боротьби 1987 | Чехословаччина | греко-римська боротьба, до 74 кг | 11     |
| Чемпіонат світу з боротьби 1991 | Чехословаччина | греко-римська боротьба, до 74 кг | Срібло |
| Чемпіонат світу з боротьби 1994 | Чехія          | греко-римська боротьба, до 74 кг | 21     |

### Виступи на Чемпіонатах Європи
| Змагання                         | Збірна         | Вагова категорія                 | Місце  |
| -------------------------------- | -------------- | -------------------------------- | ------ |
| Чемпіонат Європи з боротьби 1984 | Чехословаччина | греко-римська боротьба, до 74 кг | 7      |
| Чемпіонат Європи з боротьби 1987 | Чехословаччина | греко-римська боротьба, до 74 кг | 5      |
| Чемпіонат Європи з боротьби 1988 | Чехословаччина | греко-римська боротьба, до 74 кг | Срібло |
| Чемпіонат Європи з боротьби 1989 | Чехословаччина | греко-римська боротьба, до 74 кг | Бронза |
| Чемпіонат Європи з боротьби 1990 | ЧСФР           | греко-римська боротьба, до 74 кг | Бронза |
| Чемпіонат Європи з боротьби 1994 | Чехія          | греко-римська боротьба, до 74 кг | 11     |
| Чемпіонат Європи з боротьби 1996 | Чехія          | греко-римська боротьба, до 74 кг | 10     |

### Виступи на інших змаганнях
| Змагання                           | Збірна         | Вагова категорія                 | Місце  |
| ---------------------------------- | -------------- | -------------------------------- | ------ |
| Гала гран-прі FILA 1988            | Чехословаччина | греко-римська боротьба, до 74 кг | Срібло |
| Гран-прі Німеччини з боротьби 1988 | Чехословаччина | греко-римська боротьба, до 74 кг | Бронза |
| Гран-прі Німеччини з боротьби 1989 | Чехословаччина | греко-римська боротьба, до 74 кг | Срібло |
| Гран-прі Німеччини з боротьби 1990 | Чехословаччина | греко-римська боротьба, до 74 кг | 5      |
| Гран-прі Німеччини з боротьби 1992 | Чехословаччина | греко-римська боротьба, до 74 кг | 5      |
| Гран-прі Німеччини з боротьби 1994 | Чехія          | греко-римська боротьба, до 74 кг | Бронза |
| Гран-прі Німеччини з боротьби 1995 | Чехія          | греко-римська боротьба, до 74 кг | 4      |

### Виступи на змаганнях молодших вікових груп
| Змагання                                      | Збірна         | Вагова категорія                 | Місце  |
| --------------------------------------------- | -------------- | -------------------------------- | ------ |
| Чемпіонат Європи з боротьби серед молоді 1982 | Чехословаччина | греко-римська боротьба, до 68 кг | Золото |